# Hans Thaner
Hans Thaner (Tame, Tanner, Thander), född 1613, död  februari 1674 i Stockholm, var en österrikisk-svensk bildhuggarmästare.
Thaner kom till Sverige från Wien på 1640-talet och gifte sig 1643 med Christina Halfwardsdotter. Han begärde 1645 att bli accepterad som ämbetsman inom yrket vilket troligen beviljades samma år fast han inte visade upp något mästarstycke. Man vet att han från 1657 fram till sin död arbetade med dekorativa skulpturer för Riddarhusbygget i Stockholm. Vid sidan av Riddarhuset utförde han även arbeten på läktaren i Jakobs kyrka 1667–1669 och karolinska gravkoret i Riddarholmskyrkan 1667 och ett epitafium beställt av Catharina Bååt 1669.  Vid hans död var funten som Axel Oxenstierna beställt halvfärdig. Av bouppteckningshandlingarna framgår det att Thaner arbetade i så skilda material som marmor, alabaster, trä, gips, vax och sandsten.